# Heidi Ewing
Pour les articles homonymes, voir Ewing.
Heidi Ewing, à Farmington Hills (Michigan), est une réalisatrice, productrice et scénariste américaine de films documentaires.

## Biographie

### Formation
- Master of Science in Foreign Service

## Filmographie partielle
- 1998 : Investigative Reports (série télévisée)
- 1999 : Guns in America: Gun Life (TV)
- 2001 : Rite of Passage (TV)
- 2003 : Dissident: Oswaldo Paya and the Varela Project
- 2005 : The Boys of Baraka (en)
- 2006 : Jesus Camp
- 2006 : P.O.V. (série télévisée)
- 2008 : The Lord's Boot Camp (TV)
- 2009 : NOW on PBS (série télévisée)
- 2010 : 12th & Delaware
- 2010 : Freakonomics
- 2010 : True Life (série télévisée)
- 2012 : Detropia
- 2013 : The Education of Mohammad Hussein
- 2013 : Nine for IX (série télévisée)
- 2013 : Vanity Fair: Decades (feuilleton TV, 1 épisode)
- 2014 : Makers: Women Who Make America (série télévisée)
- 2015 : The World Is as Big or As Small as You Make It
- 2015 : A Dream Preferred
- 2016 : Norman Lear: Just Another Version of You